# 1 złoty 1929
1 złoty 1929 – moneta jednozłotowa, wybita w niklu, wprowadzona do obiegu 6 marca 1929 r. rozporządzeniem Ministra Skarbu z dnia 19 lutego 1929 r. (Dz.U. z 1929 r. nr 12, poz. 102), wycofana z obiegu dekretem PKWN z dnia 24 sierpnia 1944 r. jako moneta niegroszowa.
W niektórych opracowaniach z początku XXI w. jako data wprowadzenia złotówki do obiegu podawany był 29 lipca 1929 r, jednak w późniejszych tego samego autora – 6 marca 1929 r.

## Awers
W centralnym punkcie umieszczono godło – orła w koronie, poniżej rok 1929, dookoła napis „RZECZPOSPOLITA POLSKA”.

## Rewers
Na tej stronie monety znajdują się cyfra „1" i napis „ZŁOTY”, całość otoczona ozdobnym ornamentem oraz u dołu, z lewej strony, herb Kościesza – znak Mennicy Państwowej.

## Nakład
Monetę bito w niklu, na krążku o średnicy 25 mm, masie 7 gramów, z rantem gładkim, w mennicy w Warszawie, w całkowitym nakładzie 32 110 017 sztuk. 
Bez zmiany daty monetę bito zarówno w roku 1928 jak i latach późniejszych:
| Rok  | Nakład (sztuk) |
| ---- | -------------- |
| 1928 | 575 000        |
| 1929 | 26 635 017     |
| 1930 | 2 790 000      |
| 1932 | 65 000         |
| 1936 | 45 000         |
| 1938 | 2 000 000      |

Monety z roku 1938 prawdopodobnie są nieco lżejsze.

## Opis
Moneta była bita według ustroju monetarnego wprowadzonego rozporządzeniem Prezydenta Rzeczypospolitej Polskiej z dnia 5 listopada 1927 r. (Dz.U. z 1927 r. nr 97, poz. 855) zastępującego między innymi srebrne monety złotowe monetami niklowymi.
Godło na monecie jest zgodne ze wzorem Godła Rzeczypospolitej Polskiej wprowadzonym 13 grudnia 1927 r. (Dz.U. z 1927 r. nr 115, poz. 980).
W monografii Władysława Terleckiego „Mennica Warszawska 1765–1965” jako autor wizerunku monety wymieniany jest Mieczysław Kotarbiński, autor między innymi projektów Orderu Orła Białego i Orderu Odrodzenia Polski. To imię i nazwisko pojawia się również w późniejszych opracowaniach innych autorów. W niektórych publikacjach prasowych z 1929 r. informowano, że rozpisany jeszcze w roku 1927 konkurs na projekt niklowej złotówki wygrał Miłosz Kotarbiński – ojciec Mieczysława.
Krążki niklowe dla tej monety zamówiono w Szwajcarii w firmie Selwe et Co, w Thun. W związku z tym w niektórych katalogach podawano błędną informację o wybiciu tej złotówki niklowej w Szwajcarii.
Z formalnego punktu widzenia moneta niklowa nigdy nie została wycofana z obiegu żadnym aktem prawnym w okresie Generalnego Gubernatorstwa, była więc środkiem płatniczym do roku 1944. Dekret PKWN z dnia 24 sierpnia 1944 r. wycofał ją z obiegu, jako monetę niegroszową.
Na podstawie zarządzenia prezesa Narodowego Banku Polskiego nr 5 z dnia 4 czerwca 1957, moneta w cenie nominału była wymieniana w kasach NBP jeszcze w latach 60. XX w.
W przeciwieństwie do groszowych nominałów niklowych, moneta w stanie zachowania I na rynku kolekcjonerskim występuje bardzo rzadko i osiąga wysokie ceny.
Jeszcze przed II wojną światową na rynku kolekcjonerskim można było spotkać odmianę tej monety bez znaku mennicy, w cenie 50 ówczesnych złotych.

## Wersje próbne
W katalogach podana jest informacja o wybiciu wersji próbnych monety:
- w brązie bez napisu „PRÓBA”,
- w miedzi bez napisu „PRÓBA”[5],
- w aluminium z napisem „PRÓBA”,
- w aluminium bez napisu „PRÓBA”,
- w niklu bez napisu „PRÓBA”, bez znaku mennicy.

Próbne wersje 1 złoty 1929
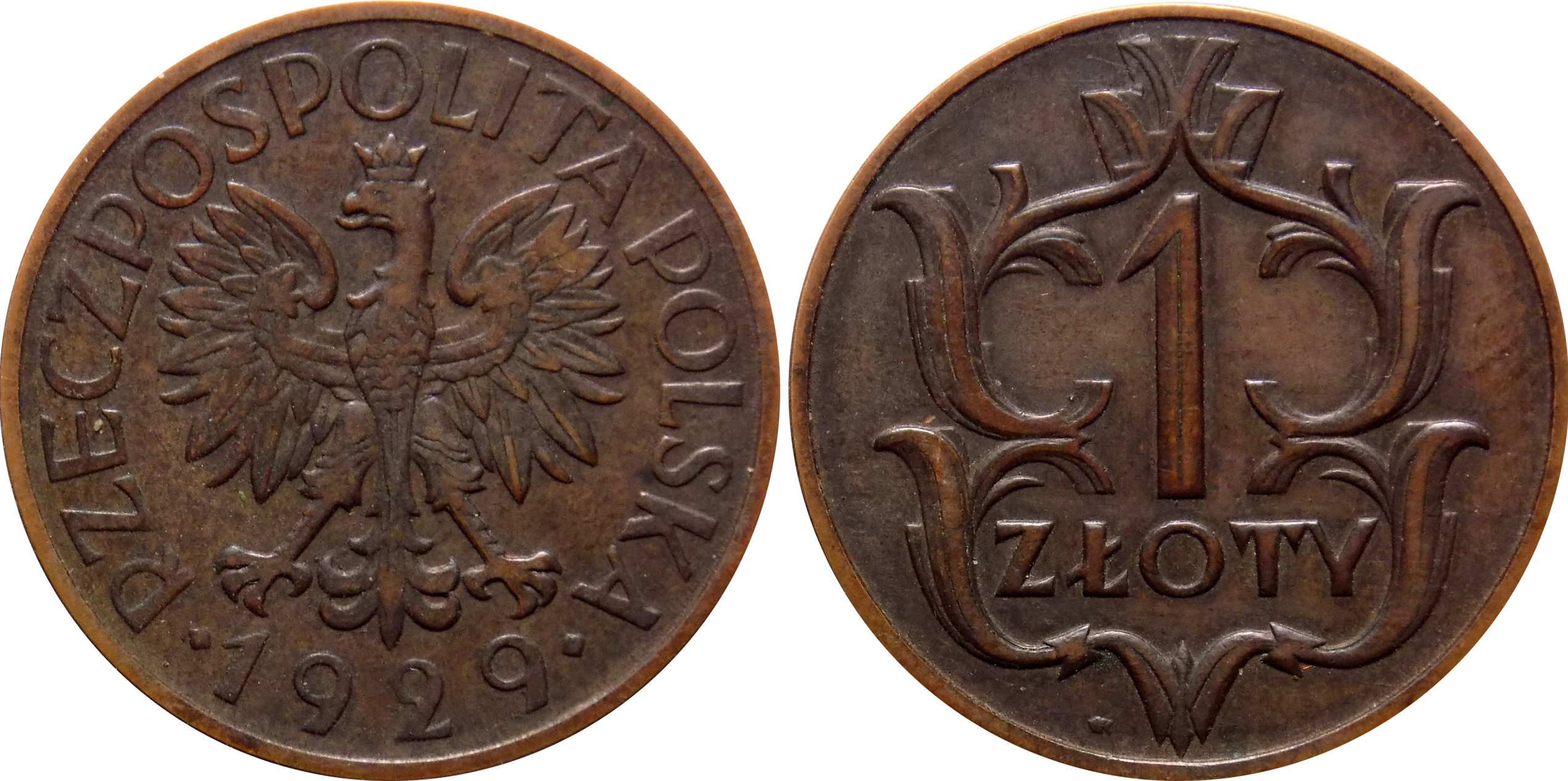
Odbitka w brązie
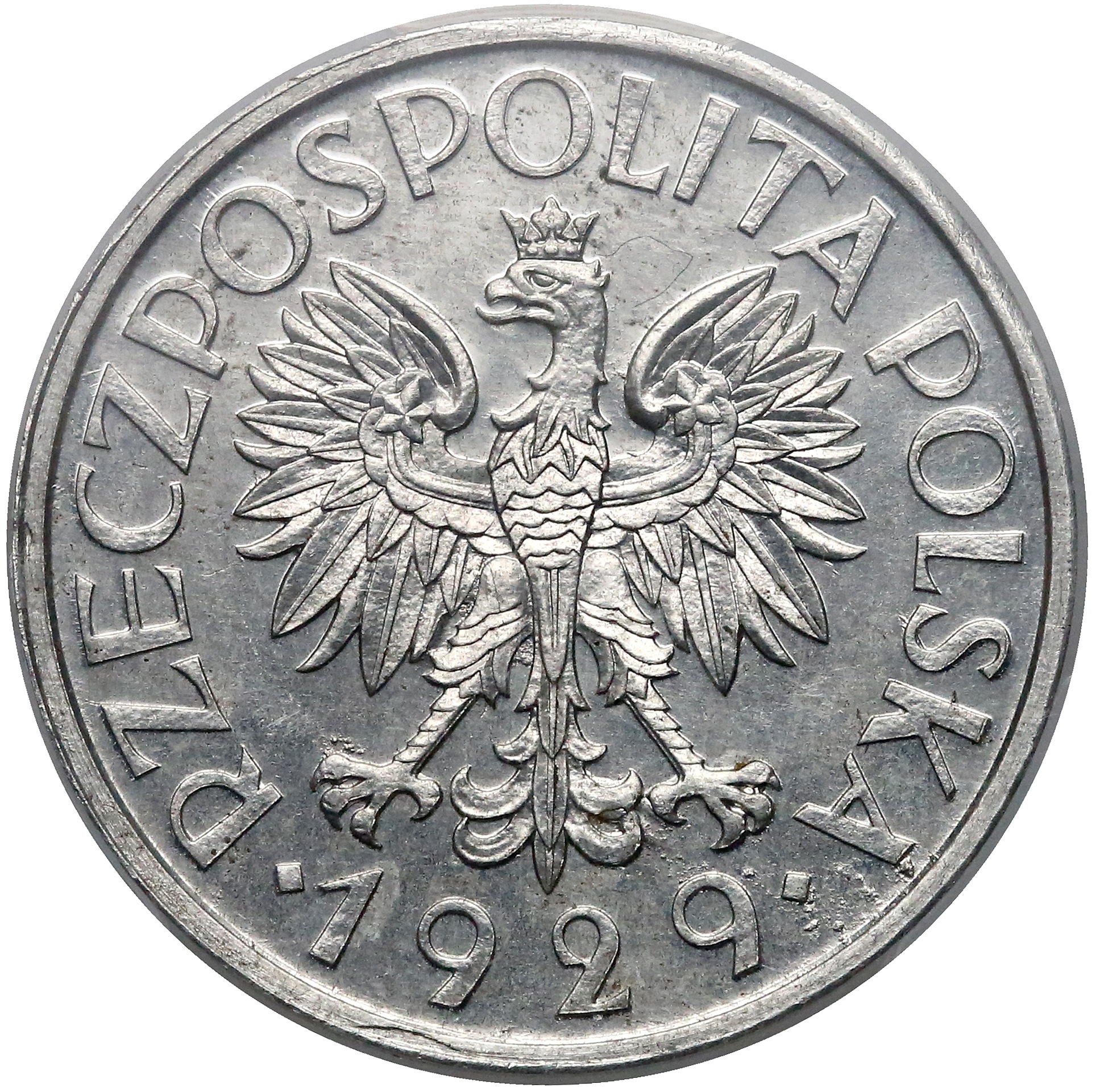
Awers odbitki w aluminium
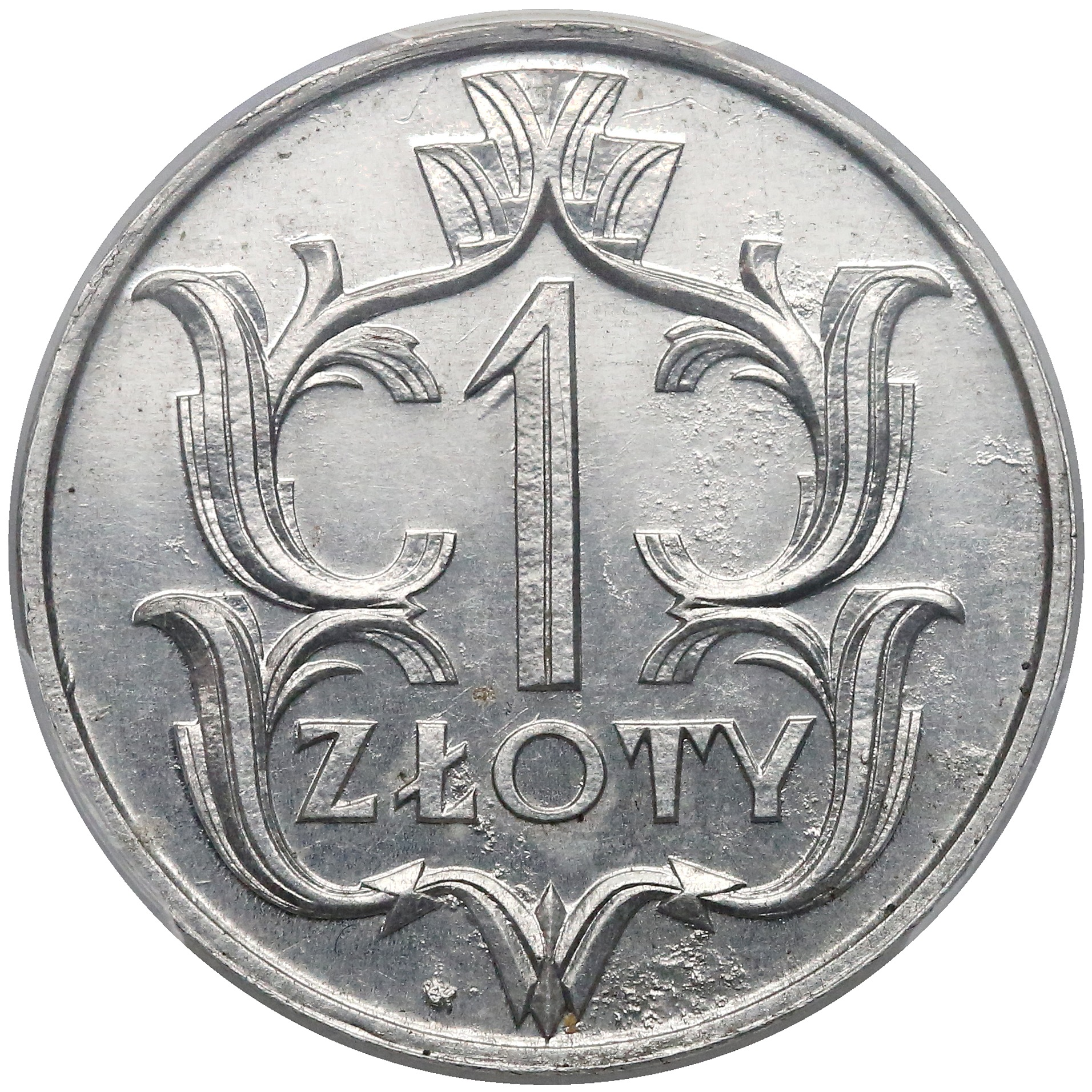
Rewers odbitki w aluminium
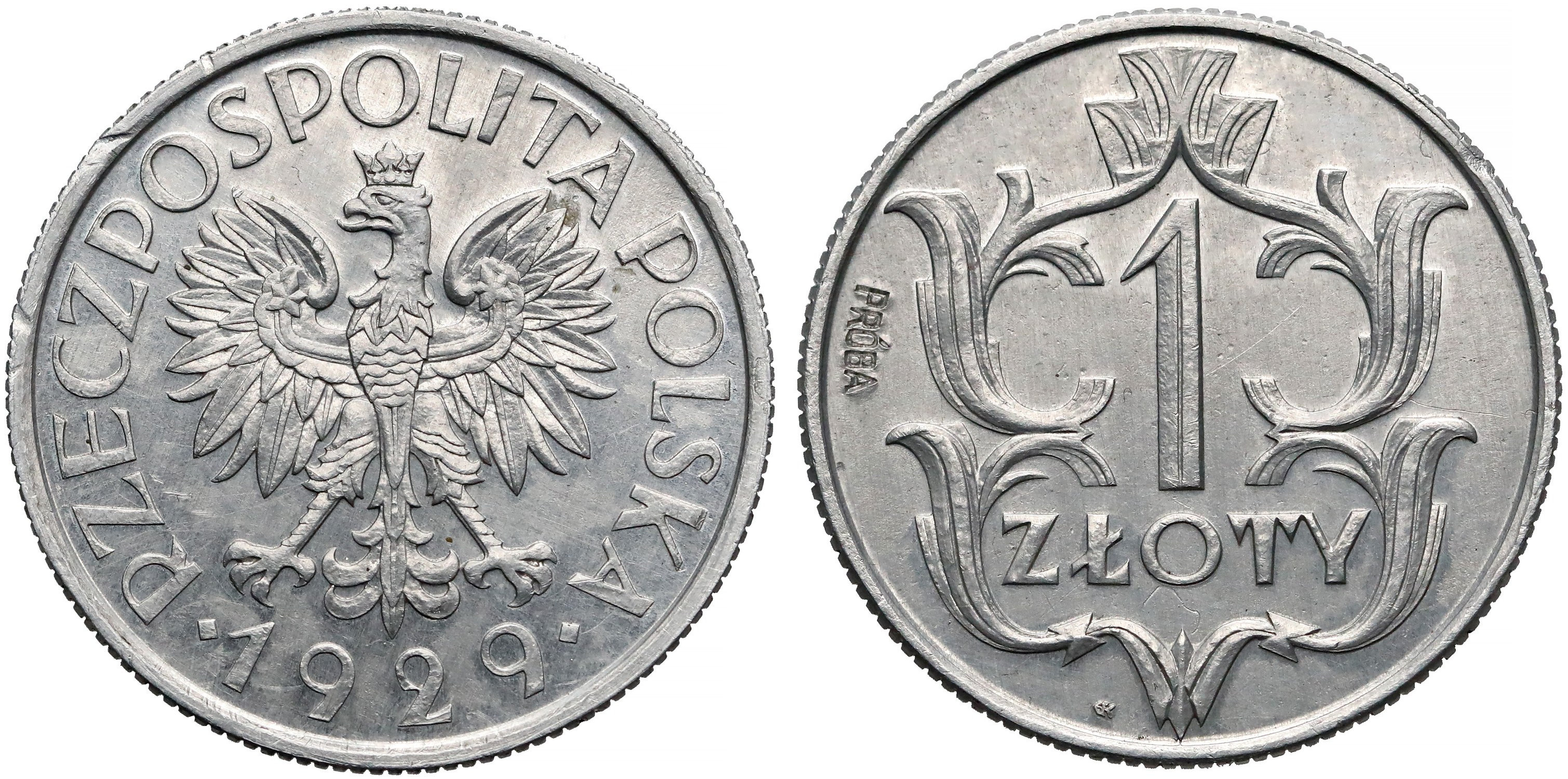
Próbna odbitka w aluminium

Znane są również wersje próbne monety na krążkach o średnicy 24 i 26 mm, bite w niklu ze znakiem mennicy. Istnieje wersja tej monety wybita w srebrze na krążku o średnicy 20 mm, z podwójnym napisem „PRÓBA”, wklęsłym i wypukłym.
Katalogi zawierają również konkurencyjne projekty złotówek Józefa Aumillera, które zostały upamiętnione jako monety próbne bite w niklu, tombaku, miedzi, z datą 1928 lub 1929, z napisem „PRÓBA” lub bez, stemplem lustrzanym lub zwykłym, w nakładzie od kilku do ponad stu egzemplarzy.

Konkurencyjne projekty złotówki niklowej Józefa Aumillera
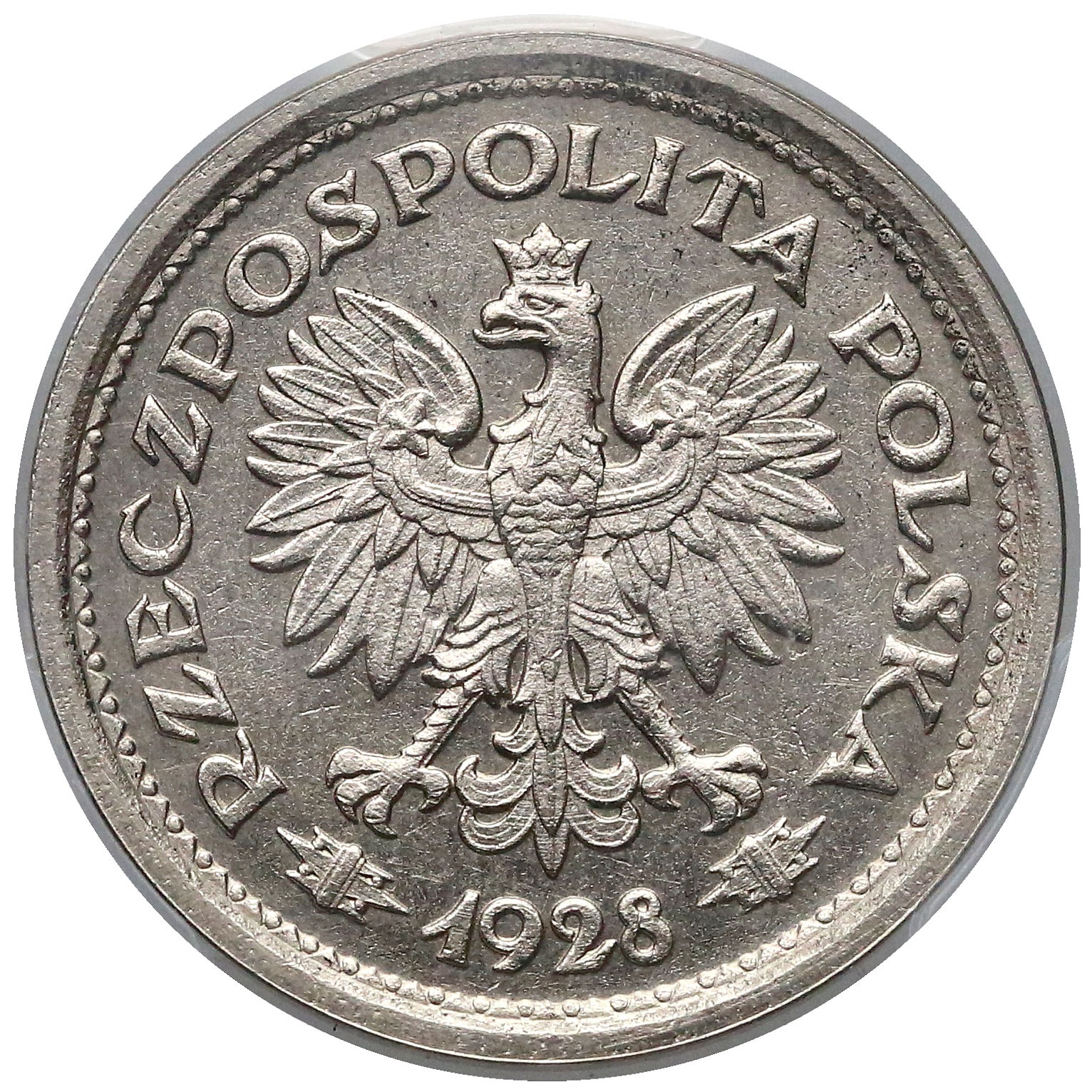
Wieniec dębowy awers
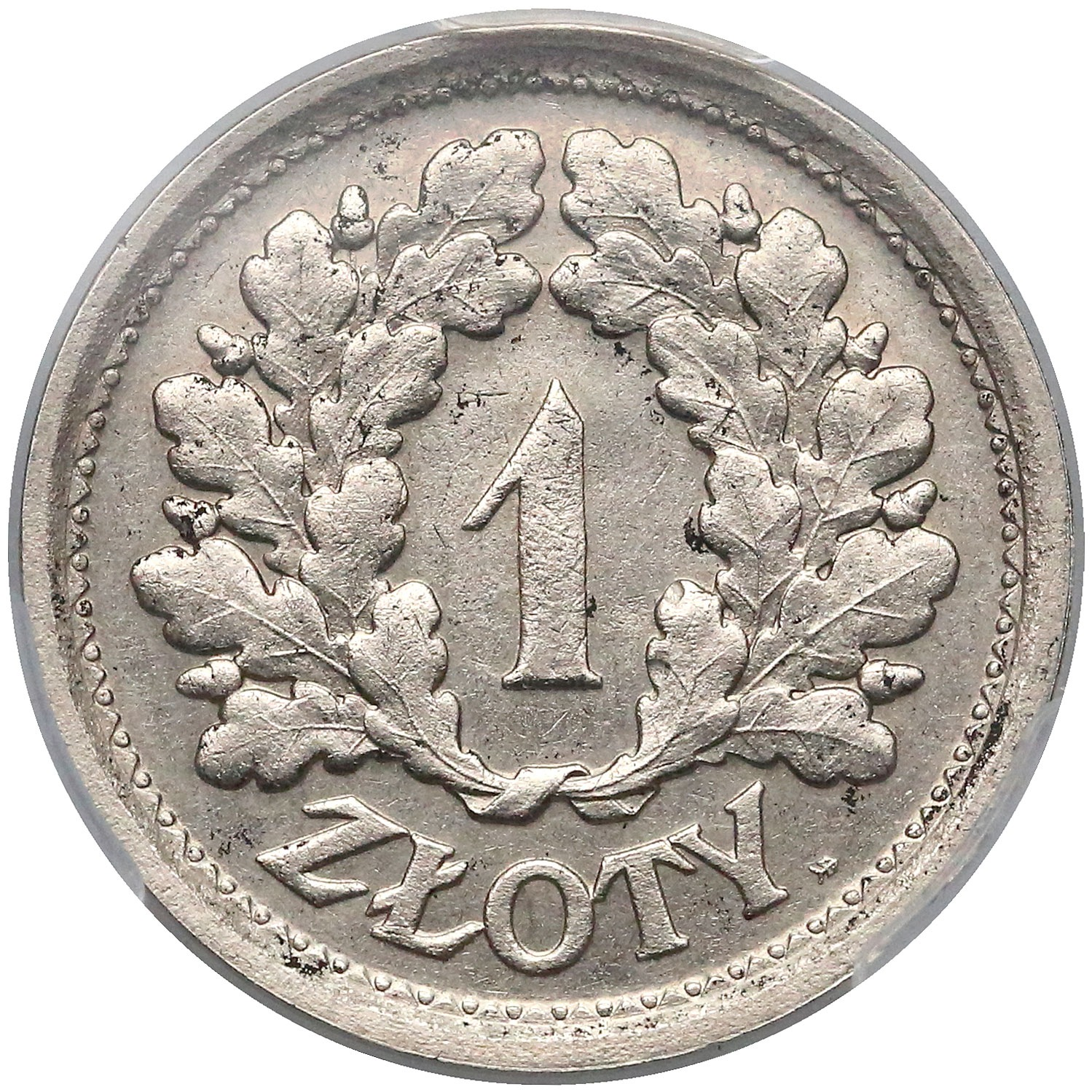
Wieniec dębowy rewers
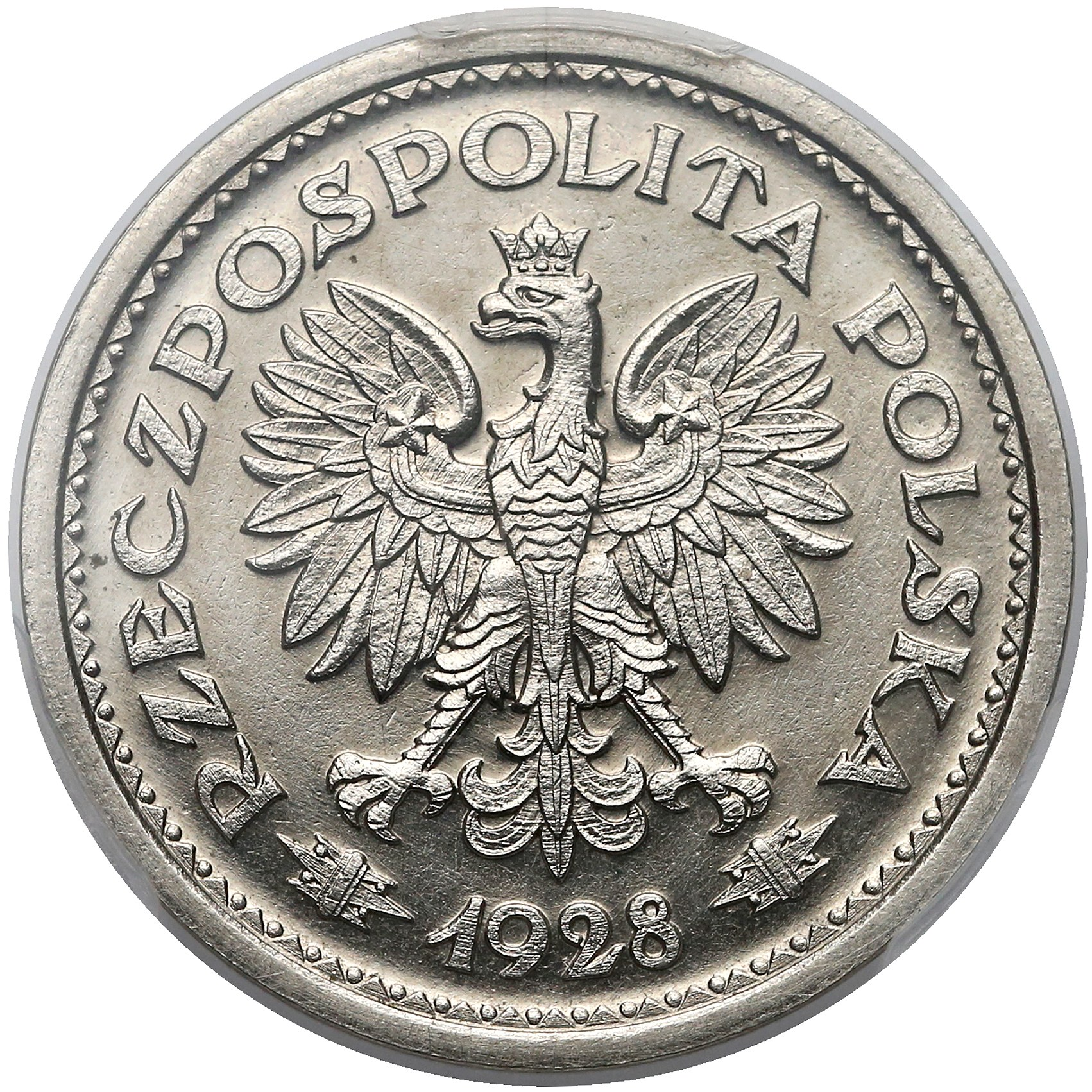
Wieniec dębowy PRÓBA awers
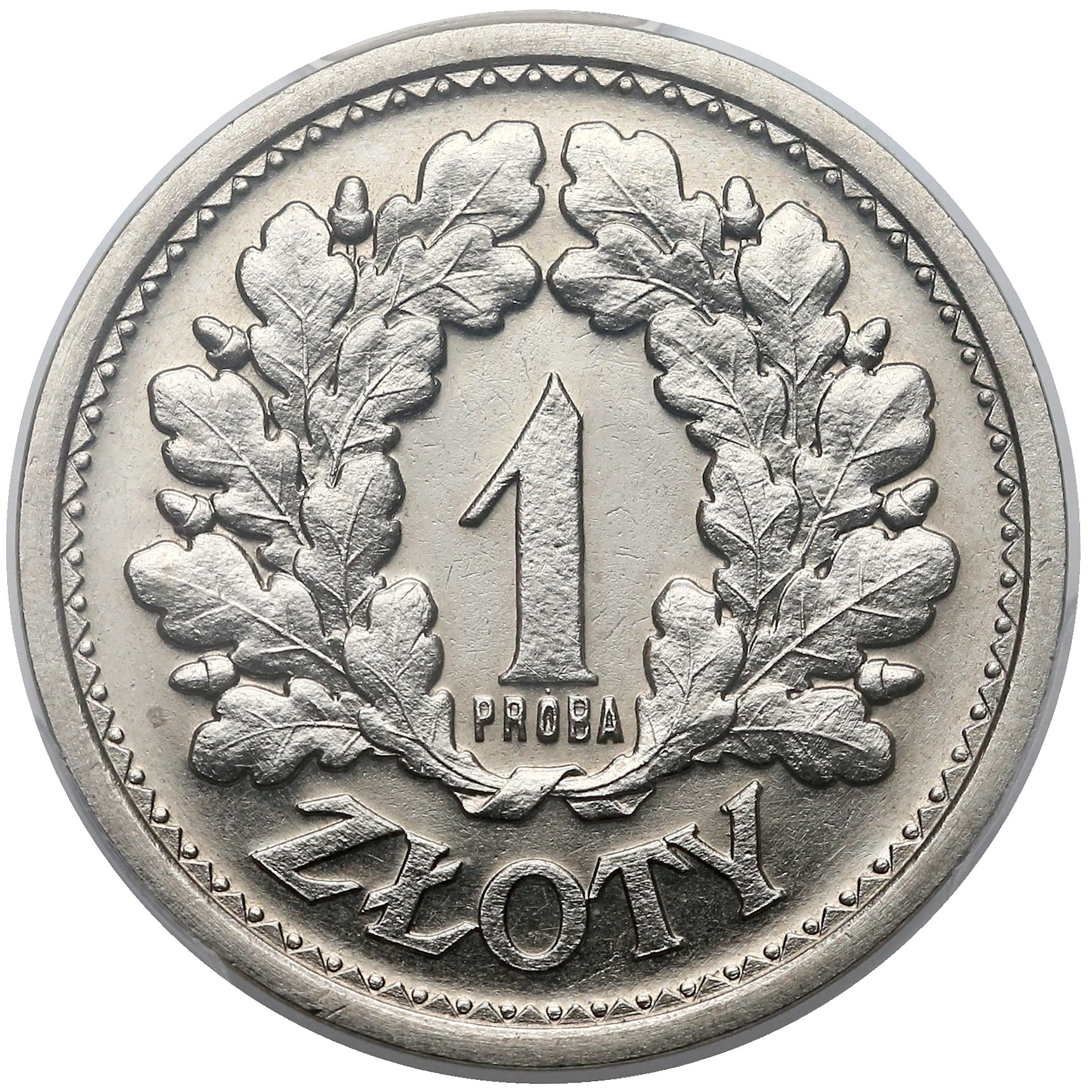
Wieniec dębowy PRÓBA rewers
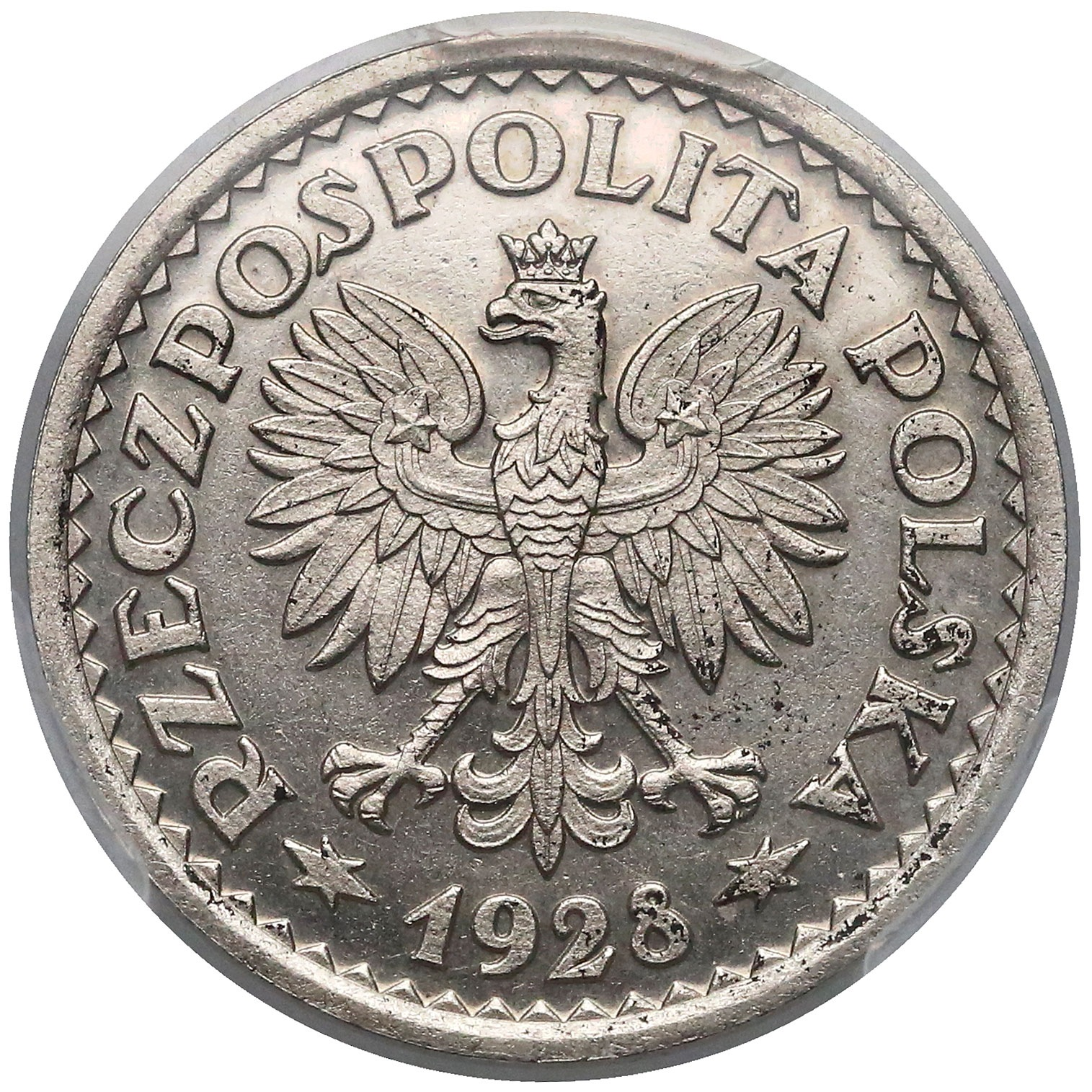
Wieniec z kłosów nikiel awers
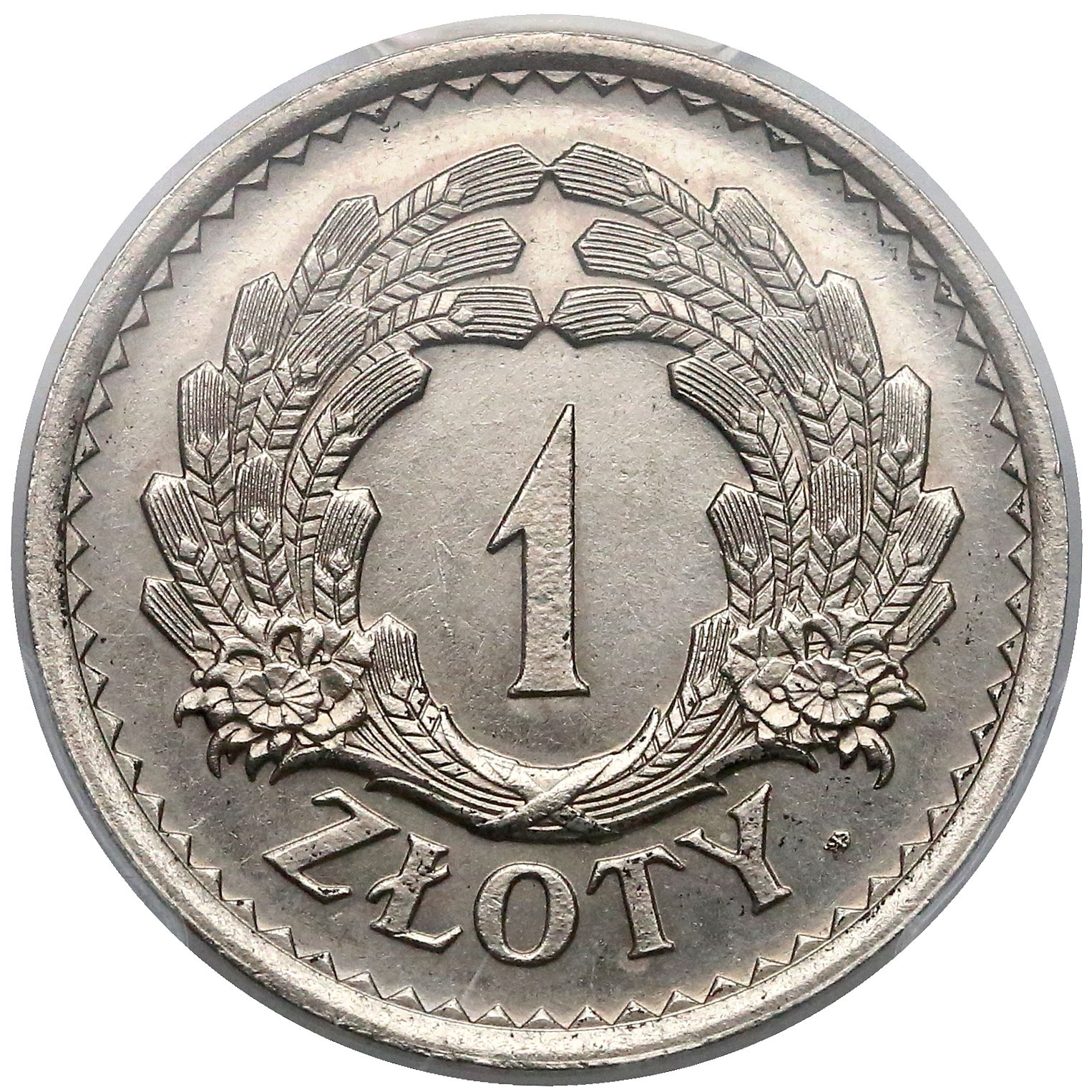
Wieniec z kłosów nikiel rewers
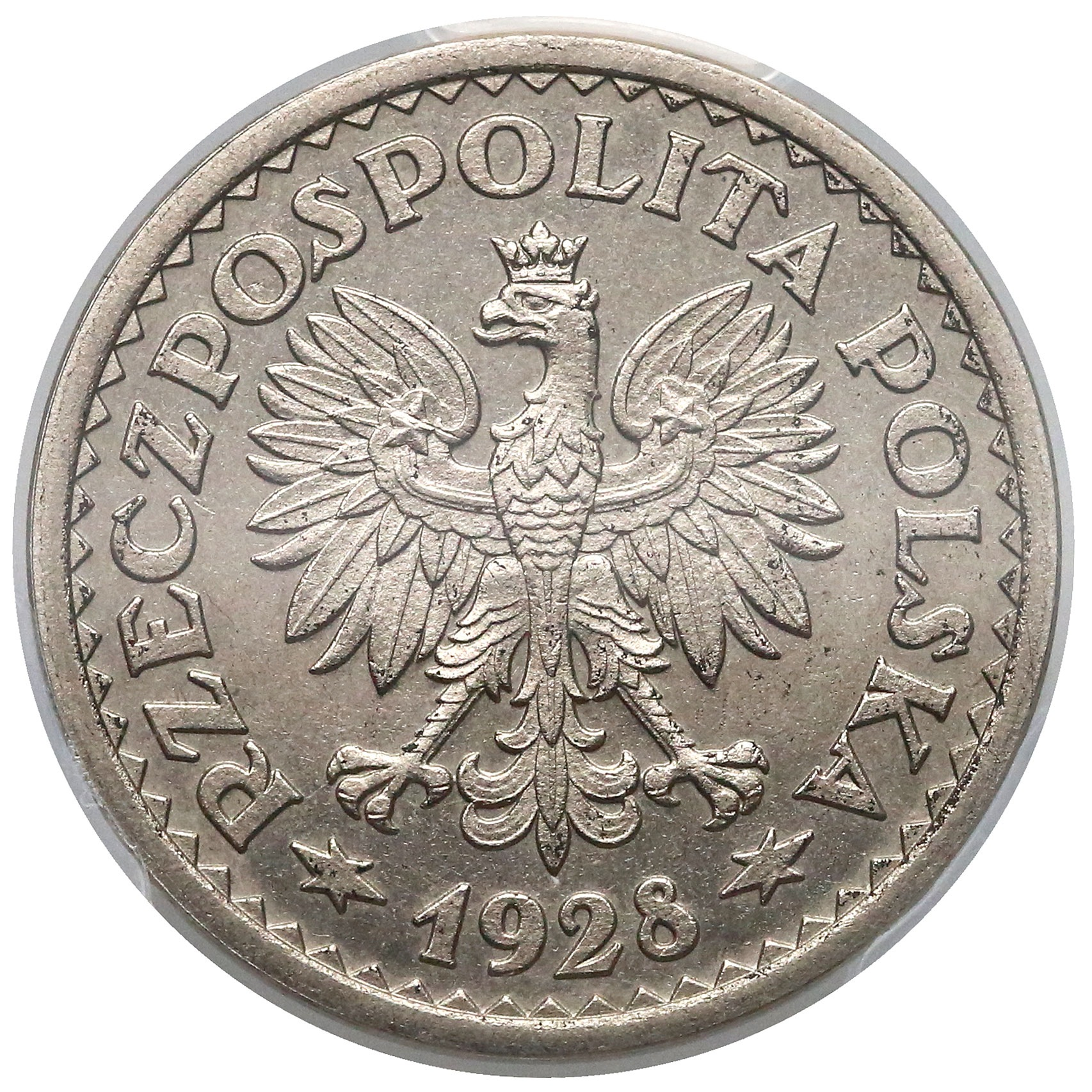
Przewiązany wieniec z kwiatów awers
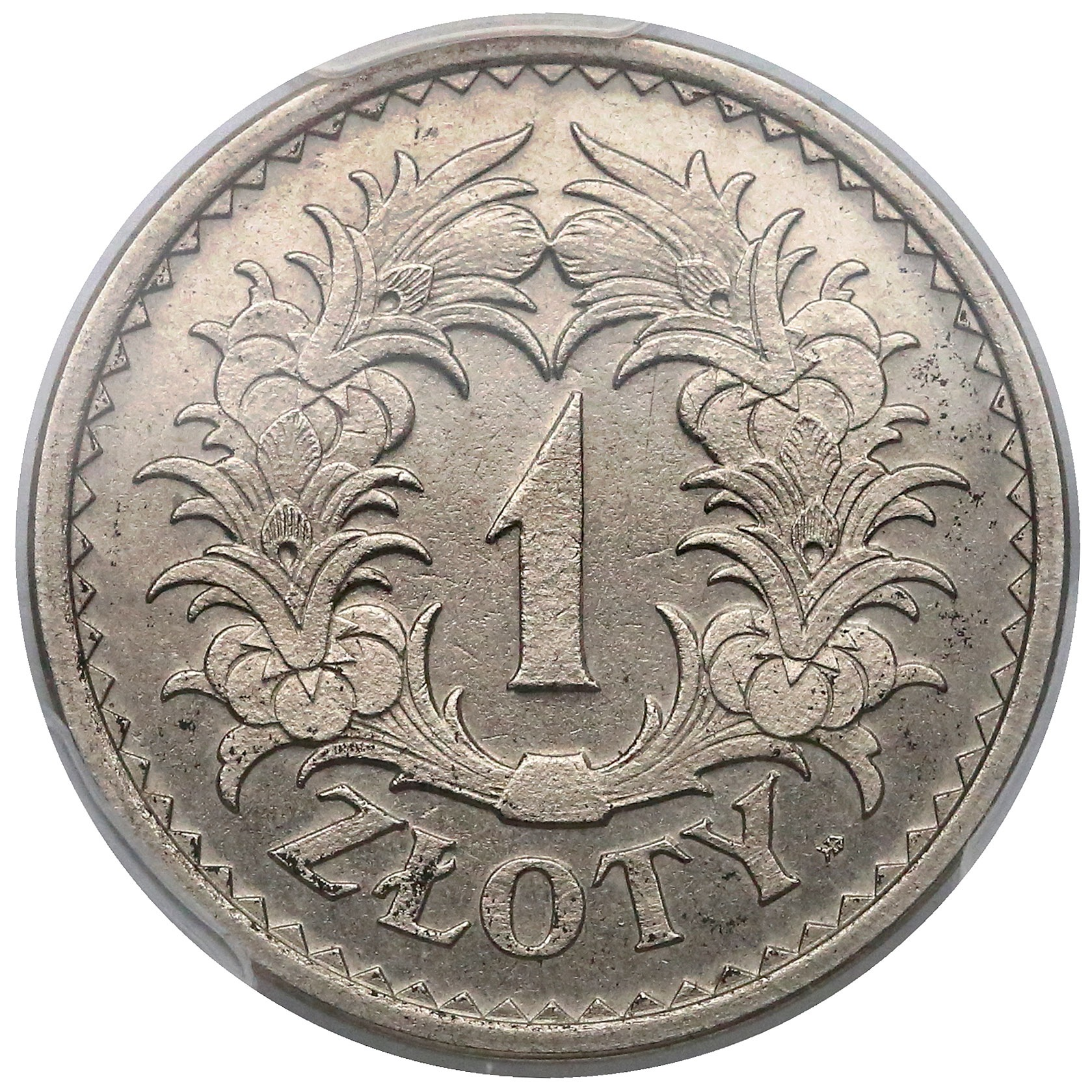
Przewiązany wieniec z kwiatów rewers
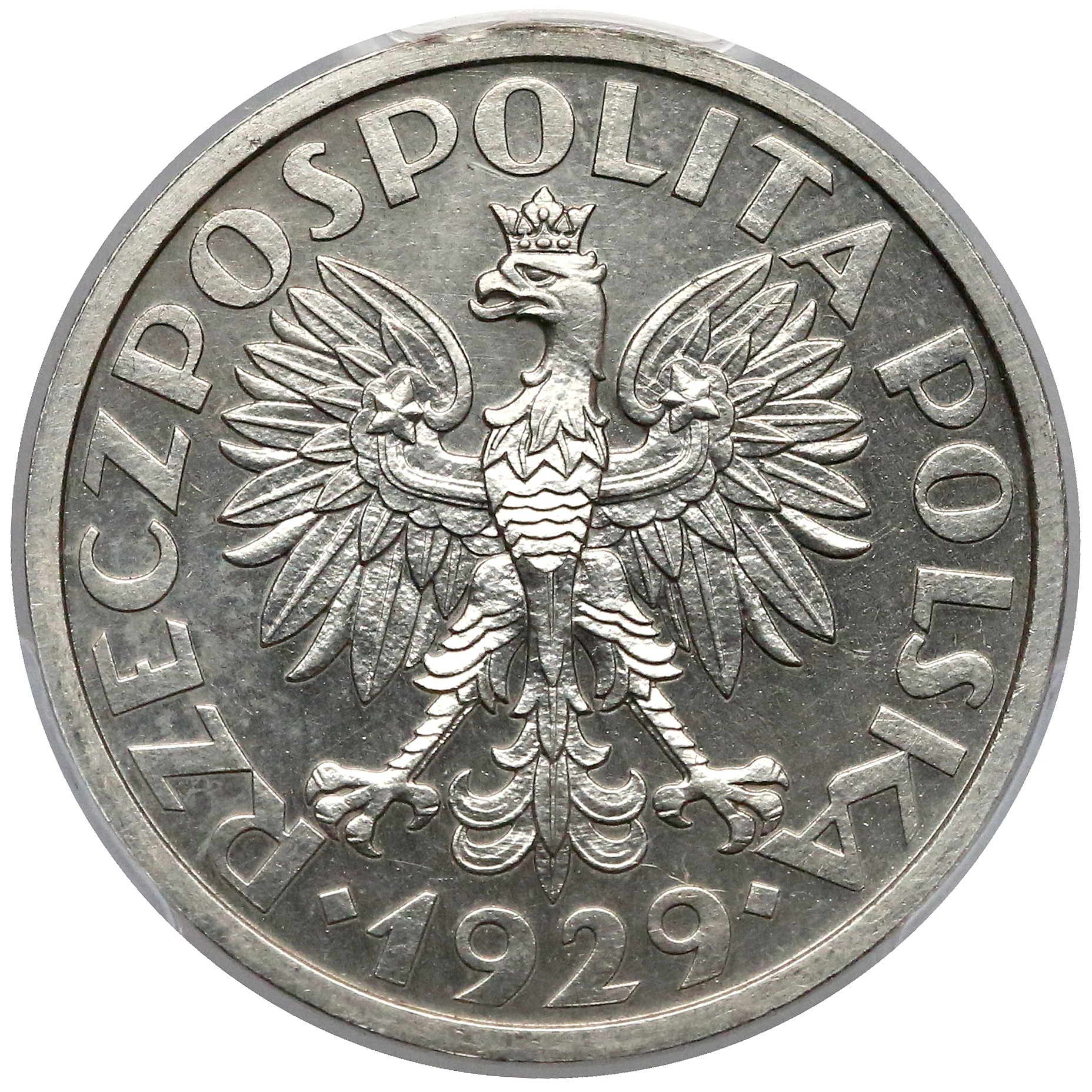
Nieprzewiązany wieniec z kwiatów awers
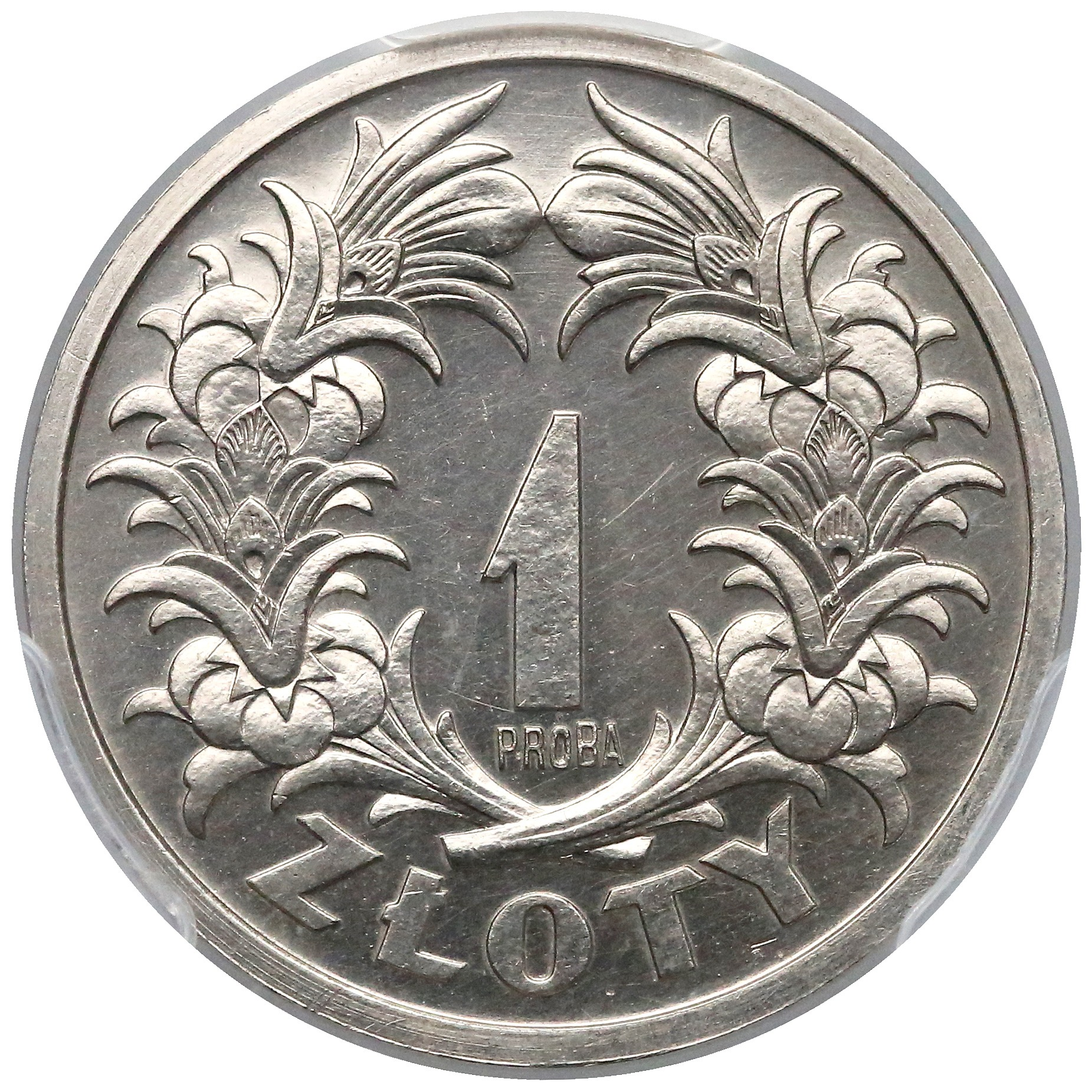
Nieprzewiązany wieniec z kwiatów rewers